# Hua Hin
Hua Hin (Thai: หัวหิน, Aussprache: [hǔa hǐn]) ist eine Stadt und ein Badeort im  Landkreis (Amphoe) Amphoe Hua Hin in der Provinz Prachuap Khiri Khan in Zentralthailand.

## Geschichte
Hua Hin ist das älteste Seebad Thailands und wird oft in einem Atemzug mit dem Ferienort Cha-am, der nur 25 Kilometer entfernt liegt, erwähnt. Der Aufstieg des verschlafenen Fischerdorfs zum Touristenzentrum begann 1921 mit dem Bau der Eisenbahnstrecke von Bangkok nach Singapur. Der Direktor der staatlichen Eisenbahn Prinz Purachatra ließ das Railway Hotel in unmittelbarer Nähe zum Strand errichten, welches heute noch existiert und mittlerweile zur Centara-Kette gehört. Das Hotel war ursprünglich nur für Fahrgäste der Eisenbahn gedacht, der Tourismus hatte aber Einzug in Hua Hin genommen.
Die thailändische Königsfamilie hat seit 1926 ihre Sommerresidenz in Hua Hin. Der Palast Wang Klai Kangwon (Thai: วังไกลกังวล, etwa: königlicher Palast weit entfernt von den Sorgen) dient ihr zum Rückzug von der Hitze Bangkoks.

## Geographie
Die Stadt liegt 185 Kilometer südwestlich von Bangkok in der Provinz Prachuap Khiri Khan am Golf von Thailand und hat 64.202 Einwohner (Stand 2018).

## Klima
|                       | Jan  | Feb  | Mär  | Apr  | Mai   | Jun  | Jul   | Aug  | Sep   | Okt   | Nov   | Dez  |   |       |
| Mittl. Tagesmax. (°C) | 29,8 | 31,1 | 32,4 | 33,6 | 33,6  | 33,3 | 33,0  | 32,9 | 32,2  | 31,0  | 29,9  | 29,2 | ⌀ | 31,8  |
| Mittl. Tagesmin. (°C) | 21,8 | 22,9 | 24,2 | 25,5 | 25,8  | 25,7 | 25,2  | 25,2 | 24,7  | 24,3  | 23,6  | 22,0 | ⌀ | 24,2  |
|                       |      |      |      |      |       |      |       |      |       |       |       |      |   |       |
| Niederschlag (mm)     | 9,9  | 19,0 | 43,6 | 39,7 | 101,0 | 78,1 | 100,2 | 82,4 | 120,7 | 236,0 | 146,9 | 11,4 | Σ | 988,9 |
|                       |      |      |      |      |       |      |       |      |       |       |       |      |   |       |
| Regentage (d)         | 1,3  | 1,6  | 2,6  | 4,1  | 12,5  | 14,4 | 15,8  | 16,0 | 16,1  | 16,6  | 8,3   | 1,4  | Σ | 110,7 |

| 21,8 |

| 22,9 |

| 24,2 |

| 25,5 |

| 25,8 |

| 25,7 |

| 25,2 |

| 25,2 |

| 24,7 |

| 24,3 |

| 23,6 |

| 22,0 |

| 21,8 |

| 22,9 |

| 24,2 |

| 25,5 |

| 25,8 |

| 25,7 |

| 25,2 |

| 25,2 |

| 24,7 |

| 24,3 |

| 23,6 |

| 22,0 |

| N i e d e r s c h l a g | 9,9 | 19,0 | 43,6 | 39,7 | 101,0 | 78,1 | 100,2 | 82,4 | 120,7 | 236,0 | 146,9 | 11,4 |
|                         | Jan | Feb  | Mär  | Apr  | Mai   | Jun  | Jul   | Aug  | Sep   | Okt   | Nov   | Dez  |

## Wirtschaft

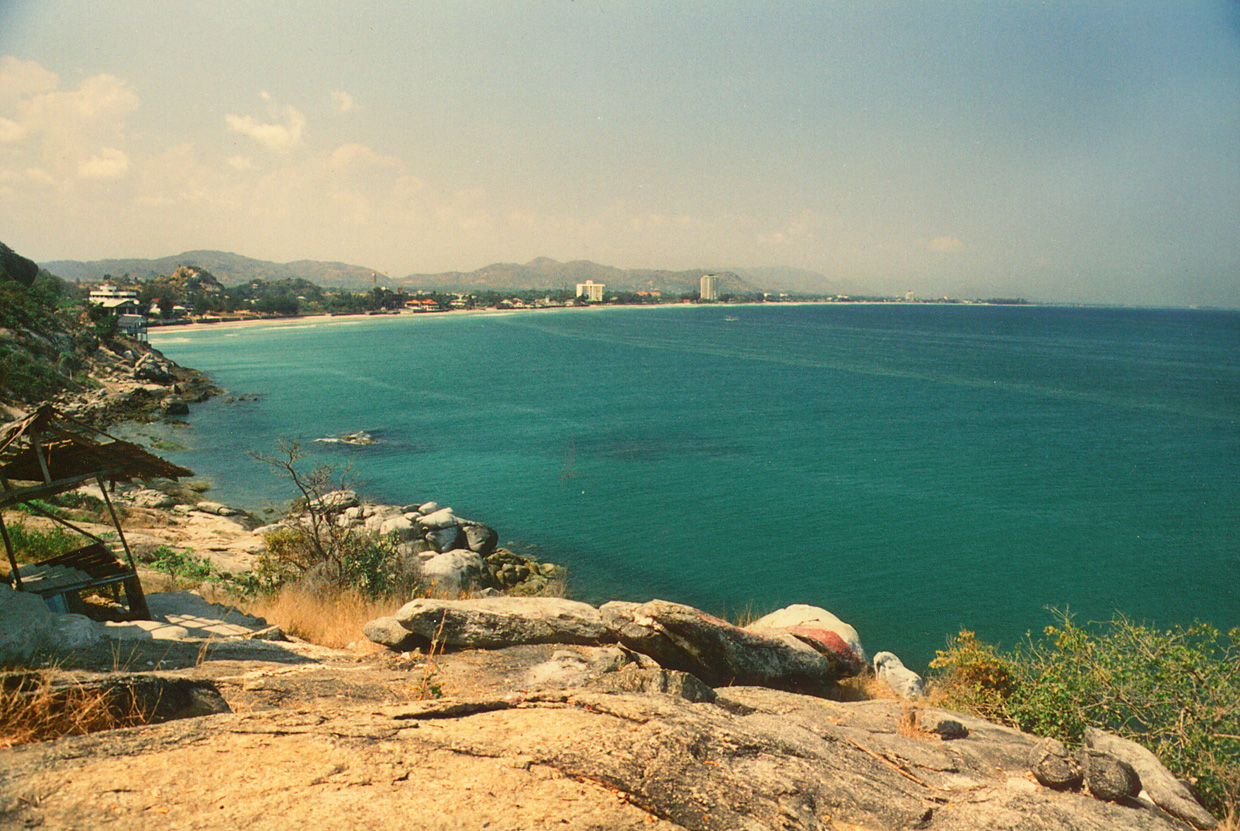
Blick auf Hua Hin vom Takiap-Felsen im Jahr 1989

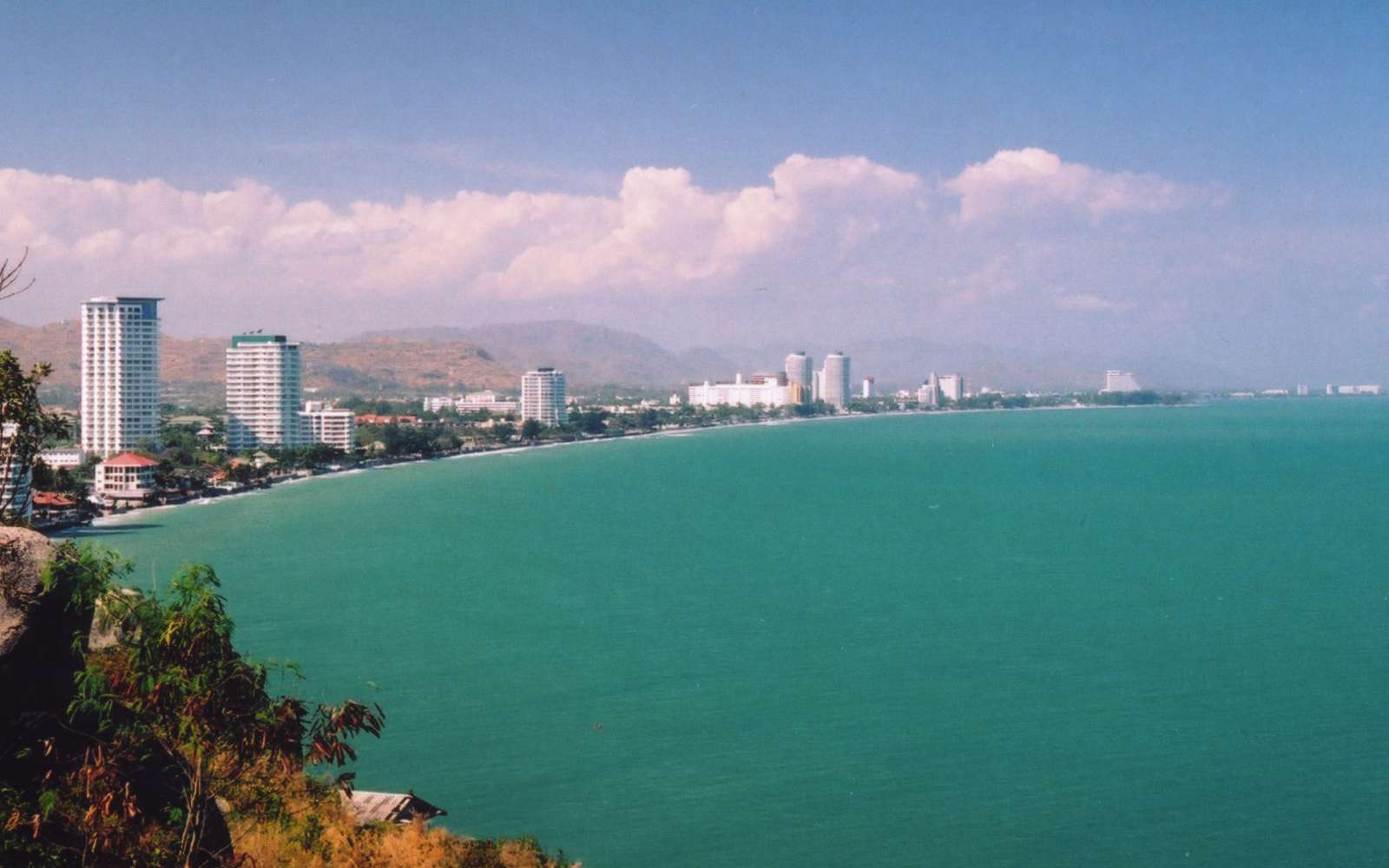
Blick auf Hua Hin vom Takiap-Felsen im Jahr 2005

Hua Hin wurde in den letzten Jahren zu einem der wichtigsten Badeorte in Thailand. Urlauber aus Europa und Asien bilden den größten Anteil der Gäste. Internationale Hotelketten haben das touristische Potenzial Hua Hins erkannt und bauen oder planen große Hotelobjekte.

## Verkehr

### Straßenverkehr
Hua Hin liegt an einem Abzweig der Nationalstraße 4 (Thanon Phetkasem). Mit dem PKW oder dem Bus beträgt die Fahrzeit nach Bangkok etwa drei Stunden.

### Schienenverkehr
Hua Hin besitzt einen Bahnhof (สถานีรถไฟหัวหิน, Hua Hin Bahnhof) an der Südbahn, die Bangkok mit Malaysia verbindet. Bemerkenswert ist an dem Bahnhof, dass er einen architektonisch besonders schön gestalteten Königspavillon besitzt, der seit den 1920er Jahren als Warte- und Empfangsraum für den König genutzt wurde.
Im Jahre 2016 begannen die Arbeiten an der zweigleisigen Hochtrasse der Bahn durch Hua Hin. Im Dezember 2023 wurden die Arbeiten mit der Einweihung des neuen Hochbahnhofs beendet.

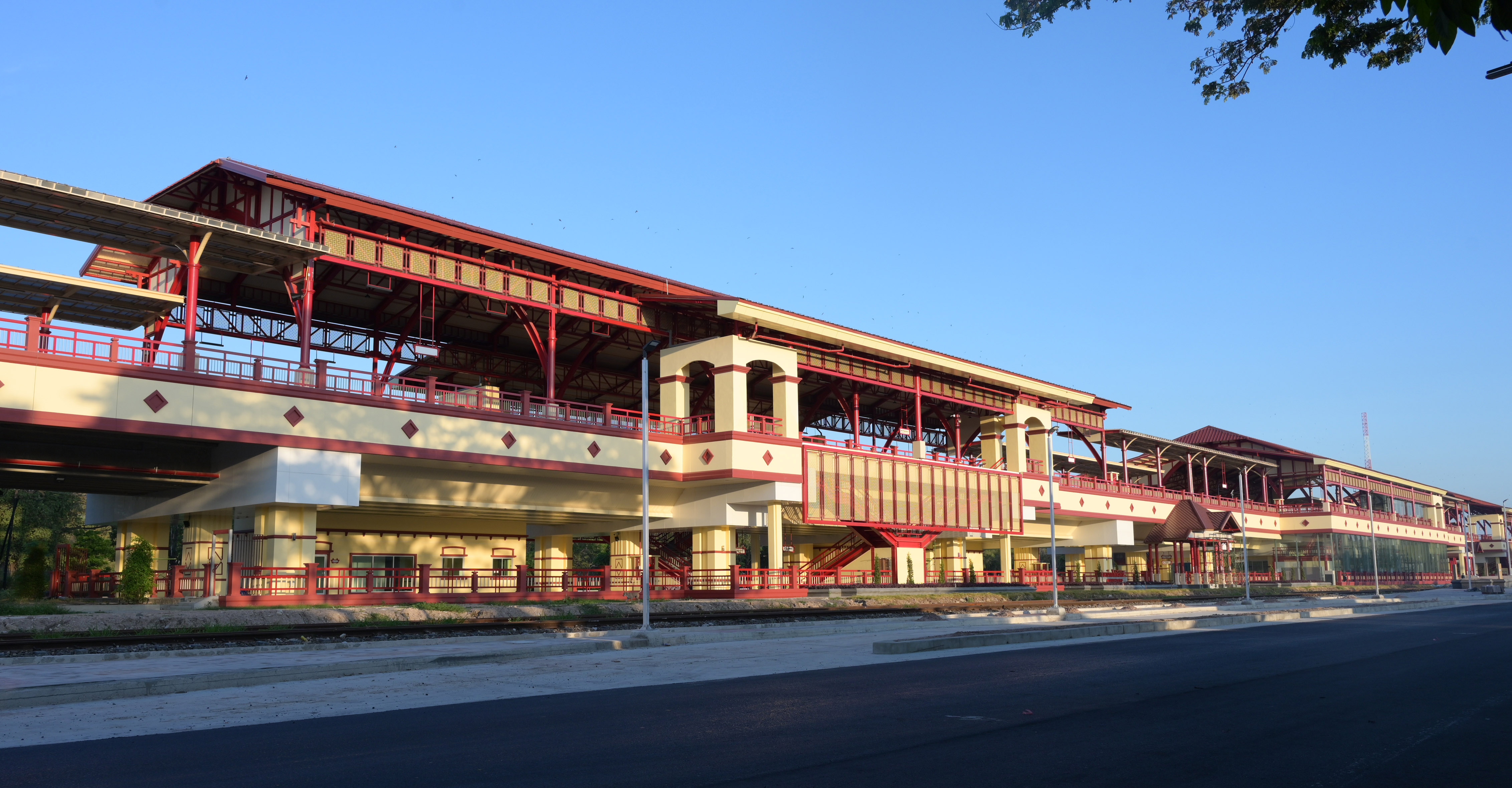
Der neue Bahnhof, eröffnet Dez 2023

Der alte Bahnhof aus den 1920er Jahren bleibt als Sehenswürdigkeit erhalten.

### Flugverkehr
- Flughafen Hua Hin (IATA-Flughafencode: HHQ).

## Sehenswürdigkeiten

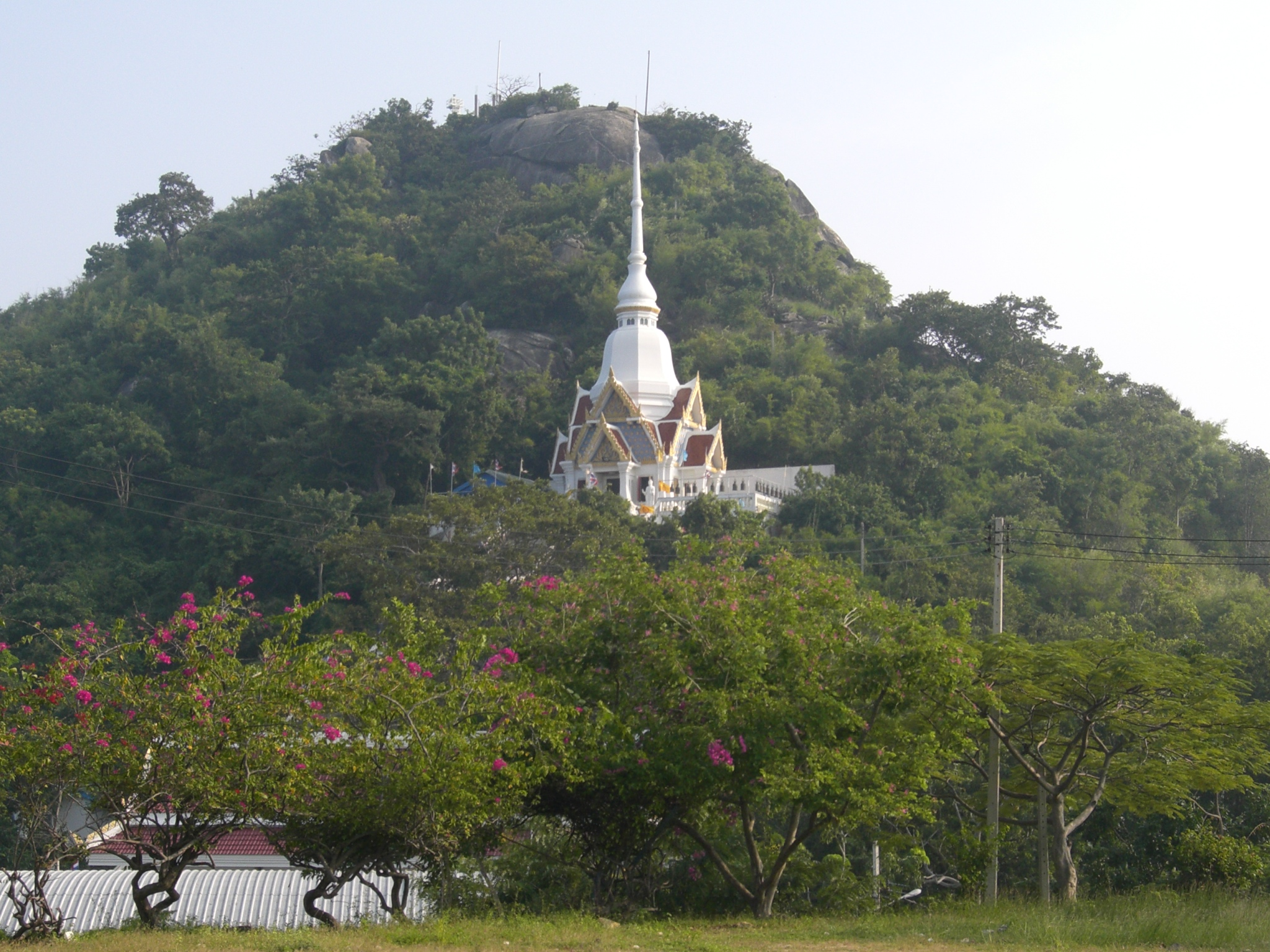
Der Takiap-Hügel südlich der Stadt

- Nachtmarkt (ตลาดโต้รุ่งหัวหิน) – tagsüber eine normale Durchgangsstraße, abends für den Autoverkehr gesperrt und zum Markt umfunktioniert, populärer abendlicher Treffpunkt, Touristen können hier die einfache lokale Küche probieren.[5]
- Khao Takiap (เขาตะเกียบ, Takiap-Hügel) – liegt etwa vier Kilometer südlich der Stadt. Ein buddhistischer Tempel liegt an seinem Nordhang, von oben sehenswerter Blick auf die Bucht von Hua Hin. Auf dem Gelände leben zahlreiche Makaken.[6]
- Wang Klai Kangwon (วังไกลกังวล, deutsch etwa: Fern-von-Sorgen-Palast) – Sommerpalast von König Bhumibol Adulyadej und Königin Sirikit.

### Feste
- Hua Hin Jazz Festival – alljährlich im Juni finden hier „Jazz on the beach“-Konzerte statt. Weltbekannte Musiker spielen zusammen mit thailändischen Musikern.
- Hua Hin Vintage Car Rally – lokale Hoteliers, der „Vintage Car Club of Thailand“ und die „Tourism Authority of Thailand“ veranstalten im Dezember jeden Jahres eine Parade von Oldtimern und klassischen Automobilen. Abends steigt eine Party im Stil der 1920er Jahre.
- Weltmeisterschaften im Elefanten-Polo.

## Söhne und Töchter der Stadt
- Pone Kingpetch (1935–1982), Boxer
- Pongpat Liorungrueangkit (* 1996), Fußballspieler